# (4283) Stöffler
(4283) Stöffler – planetoida z pasa głównego asteroid okrążająca Słońce w ciągu 3 lat i 223 dni w średniej odległości 2,35 j.a. Została odkryta 23 stycznia 1988 roku w Obserwatorium Palomar przez Carolyn Shoemaker. Nazwa planetoidy pochodzi od Dietera Stöfflera, dyrektora Instytutu Planetologii Uniwersytetu Munster. Przed jej nadaniem planetoida nosiła oznaczenie tymczasowe (4283) 1988 BZ.